# Lokys
Der Lokys ist ein Fluss in Litauen, ein rechter Nebenfluss der Neris in den Rajongemeinden Ukmergė und Jonava. Der Lokys ist 22 km lang. Der Fluss entspringt beim Dorf Lokėnai, 18 km nordöstlich der Mittelstadt Jonava. Der Lokys fließt nach Südwesten, überwiegend bei bewaldeten Orten. 
Die Nebenflüsse sind Smala (links), Notera, Grivnė und Paberžė (rechts).
Der Lokys ist an drei Orten gestaut. Es gibt den Stausee Markutiškiai (5,8 ha), den Stausee Beržai (22,6 ha) und den Lokys-Stausee (3,7 ha). Im Lokys-Tal befindet sich der Lokėnėliai-Kletterpark „Lokės pėda“ (1,3 ha).

## Orte am Lokys
Lokėnėliai, Lokėnai, Palokis I, Markutiškiai, Palokis II, Beržai und Lokys.